# Akpes
Das Akpes ist eine der Sprachen Nigerias.
Die Sprache zählt zu den bedrohten Sprachen, da sie nur noch 10.000 aktive Sprecher hat und die Sprache durch das Englische, die neue Amtssprache Nigerias seit 1960, verdrängt wird.
Akpes ist gleichzeitig ein unabhängiger Zweig der West-Benue-Kongo-Sprachen, welches ein eigenes Dialektcluster bildet.